# 粉红粗毛蚤
粉红粗毛蚤（学名：Macrothrix rosea）为粗毛蚤科粗毛蚤属的动物。分布于日本、丹麦、俄罗斯、捷克、斯洛伐克、芬兰、瑞士、英国、德国、美国、台湾岛以及中国大陆的广东、广西、浙江、江苏、安徽、江西、湖北、四川、河北、云南、山西、甘肃、新疆等地，常见于有机质丰富的湖泊或池塘水草丛中以及稻田、水沟、溪流中。